# ۵۶ خیابان لئونارد
۵۶ خیابان لئونارد یک آسمان‌خراش واقع در ایالت نیویورک، ایالات متحده آمریکا می‌باشد. ساخت و ساز این ساختمان در اواسط سال ۲۰۰۷ آغاز شده است. این بنا به سبک معماری هایتک طراحی شده‌است. تعداد طبقاتش ۶۰ است.